# أميريكو فيرنانديز
أميريكو فيرنانديز (بالبرتغالية: Américo Fernandes‏) هو مجدف برازيلي، (ولد في ريو دي جانيرو في البرازيل أكتوبر 1899  م).

## وصلات خارجية
- أميريكو فيرنانديز على موقع الاتحاد الدولي للتجديف (الإنجليزية)
- أميريكو فيرنانديز على موقع أوليمبيديا (الإنجليزية)